# Liste der Naturdenkmale in Valwig
Die Liste der Naturdenkmale in Valwig nennt die im Gemeindegebiet von Valwig ausgewiesenen Naturdenkmale (Stand 25. März 2024).

## Naturdenkmale
| Nr.         | Bezeichnung                 | Lage                             | Beschreibung    | Bild                                    |
| ----------- | --------------------------- | -------------------------------- | --------------- | --------------------------------------- |
| ND-7135-414 | Eiche auf dem Valwiger Berg | Valwigerberg, am Sportplatz Lage | Quercus petraea | Direkt Bild zu diesem Denkmal hochladen |

## Ehemalige Naturdenkmale
| Nr.         | Bezeichnung                 | Lage                                                       | Beschreibung                                                                              | Bild                                    |
| ----------- | --------------------------- | ---------------------------------------------------------- | ----------------------------------------------------------------------------------------- | --------------------------------------- |
| ND-7135-415 | Fünf Buchen und zwei Eichen | Valwigerberg, östlich des Ortes; Abteilung Mertenberg Lage | Fagus sylvatica, fünf Bäume, und Quercus petraea, zwei Bäume; Rechtsverordnung aufgehoben | Direkt Bild zu diesem Denkmal hochladen |